# Marks (Mississippi)
Marks è una città (city) degli Stati Uniti d'America, capoluogo della contea di Quitman, nello Stato del Mississippi.